# لازک
لازک یا فوتو-رِفراکتیو کراتکتومی (به انگلیسی: Photorefractive keratectomy) یا PRK یا LASEK نوعی روش جراحی لیزری چشم است که برای اصلاح عیوب انکساری در افراد نزدیک بین، دوربین و آستیگمات استفاده می‌شود. در این عمل برای شکل‌دهی قرنیه و اصلاح عیوب انکساری، مشابه لیزیک از لیزر اگزایمر استفاده می‌شود؛ اما بر خلاف لیزیک نیازی به استفاده از دستگاه میکروکراتوم و برداشتن لایه‌ای از قرنیه نیست؛ بلکه برای اصلاح بینایی سطح قرنیه (پس از تراشیدن سلول‌های سطحی یا اپیتلیوم) مستقیماً لیزر می‌شود. PRK در افرادی که قرنیه نازک یا اختلال‌های قرنیه‌ای خاص دیگری دارند، مناسب تر است. همچنین PRK در افراد ارتشی، ورزشکاران بخصوص رزمی کاران و برخی مشاغل دیگر مناسب تر است. PRK در سال ۱۹۹۵ برای اصلاح نزدیک بینی و در سال ۱۹۹۸ برای اصلاح دوربینی مورد تأیید FDA (انجمن غذا و داروی آمریکا) قرار گرفت و بسیار کم خطر است. آنجایی که در این عمل لایه (فلپ) برداشته نمی‌شود، عوارض مربوط به برداشتن فلپ وجود ندارد. در PRK با برداشتن بافت از مرکز قرنیه، شیب انحنای آن کمتر شده و نزدیک بینی اصلاح می‌شود. برای اصلاح دوربینی، با برداشتن بافت از قسمت‌های محیطی قرنیه، شیب انحنای مرکزی آن بیشتر شده و دوربینی اصلاح می‌شود. برای اصلاح آستیگماتیسم، قرنیه طوری تراش داده می‌شود که به شکل کروی درآید.

## تکنیک عمل لیزر PRK
قسمت اعظم مراحل عمل لیزر PRK شبیه عمل LASIK است؛ اما تفاوت عمده در این است که در لیزیک پس از برداشتن لایه‌ای از قرنیه، با لیزر مقداری بافت از قسمت میانی ضخامت قرنیه تراشیده می‌شود ولی در لیزر PRK، انرژی لیزر بر سطح قرنیه اعمال می‌شود.
قبل از عمل، معاینه کامل پزشکی و چشمی انجام می‌شود. انکسار سنجی دقیقی برای تعیین نمره چشم انجام می‌شود. نقشه اپتیکی خاصی بنام «توپوگرافی» یا «ارب اسکن» نیز جهت ارزیابی وضعیت اپتیکی قرنیه باید تهیه شود. ضخامت قرنیه نیز با روشی بنام «پاکی متری» اندازه‌گیری می‌شود.
در هنگام عمل جراحی، با ماده ضدعفونی‌کننده (بتادین) پلک‌ها و دور چشم‌ها ضدعفونی می‌شوند. قطره‌های بی‌حسی و آنتی‌بیوتیک به داخل چشم ریخته و بیمار روی تخت در مقابل میکروسکوپ دراز می‌کشد.
وسیله مخصوصی به نام «اسپکولوم» به آرامی در چشمتان گذاشته می‌شود تا پلکهایتان را از هم باز نگه دارد؛ طوری که شما نمی‌توانید پلک بزنید ولی می‌توانید چشمتان را حرکت دهید. چشم با سرم شستشو داده می‌شود. لایه سلول‌های محافظ سطحی قرنیه برداشته می‌شود. جراح از شما می‌خواهد که به نور کوچک قرمز رنگ چشمک زن داخل میکروسکوپ خیره شوید. اگر در تمام طول عمل نتوانستید مرتباً به نور خیره شوید، نگران نباشید؛ زیرا اکثر دستگاه‌های لیزر امروزی مجهز به رادار می‌باشند و حرکت‌های چشم شما را تعقیب می‌کنند. جراح با استفاده از «لیزر اگزایمر» نزدیک بینی، دور بینی یا آستیگماتیسم شما را اصلاح می‌کند. دستگاه لیزر اگزایمر با برنامه محاسبه شده بر اساس اندازه‌گیری‌های قبل از عمل، دسته امواج نور لیزر را به نقاط مشخص قرنیه می‌تاباند تا عیوب انکساری چشم شما با دقت تصحیح شود. بسته به شماره چشم، زمان لیزر در هر چشم معمولاً ۱–۲ دقیقه طول می‌کشد. سپس لنز تماسی نرم پانسمان کننده‌ای روی قرنیه گذاشته می‌شود تا ترمیم لایه سطح قرنیه تسریع شود. در پایان، اسپکولوم از چشم خارج می‌شود و تکنسین اتاق عمل یک قطره آنتی‌بیوتیک دیگر در هر چشم شما می‌ریزد.
چند ساعتی پس از عمل چشمتان درد و سوزش خواهد داشت. روز بعد جهت معاینه و کنترل به پزشک مراجعه کنید. چند روز اول پس از عمل ممکن است احساس جسم خارجی در چشم داشته باشید که طبیعی است. پس از گذشت یک روز از عمل بینایی شما بهبود قابل توجهی خواهد داشت اما برای رسیدن به دید نهایی چند هفته زمان لازم است؛ بنابراین تا ترمیم محل عمل و کامل شدن بیناییتان باید مدتی صبر کنید. اوایل پس از عمل ممکن است چشمتان به نور حساس باشد یا نور چراغ‌ها در شب پخش باشد که این وضع به تدریج بهتر می‌شود؛ لذا در طی چند هفته اول پس از عمل در محیط بیرون از منزل از عینک آفتابی استفاده کنید.

## بیماران مناسب PRK
در ایالات متحده PRK برای درمان میوپی از ۱- تا ۷- دیوپتر تأیید شده‌است. امروزه با توجه به عوارض کم PRK اکثر چشم پزشکان گرایش مجددی به این عمل پیدا کرده‌اند؛ به طوریکه در شرایط مساوی عمل PRK را ترجیح می‌دهند. در افرادی که ضخامت قرنیه کم است، افراد ورزشکار و ارتشی‌ها PRK مناسب تر است.

## مزایای عمل PRK
- برای نزدیک بینی، دور بینی و آستیگماتیسم کم تا متوسط مناسب تر است.
- طول زمان عمل نسبت به لیزیک کوتاه‌تر است.
- عوارض مربوط به ایجاد فلاپ، نظیر: بروز التهاب‌های عمقی قرنیه (DLK)، چین و چروک فلپ، جدا شدن کامل فلپ، برش ناقص فلپ و… وجود ندارد.
- به میکروکراتوم و تکنولوژی مربوط نیاز ندارد.
- در قرنیه‌های نازک قابل انجام است.
- برای بیماران مبتلا به قرنیه نازک مناسب تر است.
- در افراد ارتشی و ورزشکاران مناسب تر است.

معایب عمل PRK:
- درد و ناراحتی بعد از عمل بیشتر و طولانی‌تر است.
- زمان بهبودی و مدت زمان نیاز به مصرف دارو طولانی‌تر است.
- در شماره‌های بالا ممکن است باعث کدورت قرنیه شود.
- افزایش خطر عفونت، التهاب و زخم بعد از جراحی می‌شود.

## در حین عمل PRK چه کارهایی انجام می‌شود
در حین عمل جراحی پی آر کی از شما خواسته می‌شود برای مدت کوتاهی به یک نور خیره شوید، و همراه با آن جراح از طریق میکروسکوپ چشمان شما را بررسی خواهد کرد. مقداری از بافت توسط انرژی لیزر میکروسکوپی حذف شده و حالت قرنیه تغییر پیدا می‌کند. در حین انجام این کار ممکن است فشار بر روی چشم احساس شود اما اکثر بیماران احساس ناراحتی نخواهند کرد و علاوه بر آن جراح کاملاً کنترل لیزر را در دست دارد و می‌تواند آن را هر زمان که بداند خاموش کند.

## انواع PRK
- PRK سنتی

قبل از برش با لیزر، با استفاده از برس Amoils یا وسیله‌ای مصطلح به «چوب هاکی» اپیتلیوم قرنیه تراشیده می‌شود.
- PRK با استفاده از الکل

از الکل برای شل کردن لایه اپیتلیوم قبل از برداشتن آن استفاده می‌کند. در این روش از خراشیدن و ساییدن اپیتلیوم قرنیه جلوگیری می‌شود؛ بنابراین برداشت این لایه به صورت ملایم تری انجام می‌گیرد. این روش از روش جراحی LASEK مشتق شده‌است یا در حقیقت نوعی LASEK است. با این تفاوت که برداشت اپیتلیوم قرنیه در پایان جراحی انجام می‌گیرد.
- ترنس اپیتلیال PRK یا TransPRK

با استفاده از لیزر اگزایمر لایه اپیتلیوم قرنیه برداشته می‌شود. در تکنیک تک مرحله‌ای یا بدون لمس، لیزر اگزایمر هم عمل برداشتن اپیتلیوم و هم عمل تغییر شکل قرنیه را به ترتیب انجام می‌دهد. طبق بررسی‌ها نشان داده شده‌است که این روش نسبت به روش PRK با استفاده از الکل (LASEK) درد کمتری ایجاد می‌کند و باعث بهبودی سریعتر سطح قرنیه می‌شود.
PRK حرفه ای توسط افراد حرفه ای انجام می‌شود.